# Ромашки (Лохвицкий район)
Ромашки (укр. Ромашки) — село,
Виришальненский сельский совет,
Лохвицкий район,
Полтавская область,
Украина.
Население по данным 1982 года составляло 10 человек.
Село ликвидировано в 1988 году .

## Географическое положение
Село Ромашки находится на расстоянии в 1 км от села Николаевка и в 2,5 км от села Выришальное.

## История
- 1988 — село ликвидировано [1].